# Chesterfield (New Hampshire)
Pour les articles homonymes, voir Chesterfield (homonymie).
Chesterfield est une municipalité américaine située dans le comté de Cheshire au New Hampshire. Selon le recensement de 2010, sa population est de 3 604 habitants.

## Géographie
La municipalité s'étend sur 47,56 milles carrés (123,18 km2), dont 2,01 milles carrés (5,21 km2) d'étendues d'eau.

## Histoire
La localité est fondée en 1735 et constitue le Fort Number 1, créé pour protéger les rives du Connecticut. Chesterfield devient une municipalité en 1752. Elle est nommée en l'honneur de Philip Stanhope, comte de Chesterfield.